# Katakura Kagetsuna
Katakura Kagetsuna est un nom japonais traditionnel ; le nom de famille (ou le nom d'école), Katakura, précède donc le prénom (ou le nom d'artiste).
Katakura Kagetsuna (片倉 景綱, 1557-4 décembre 1615) est un samouraï du clan Katakura de la fin de la période Sengoku. Également connu sous son titre de cour, Bichū no kami (備中守), ou plus communément, Katakura Kojūrō. Avec Oniniwa Tsunamoto et Date Shigezane, Kagetsuna est connu comme un des « trois grands hommes du clan Date ».

## Biographie
Fils d'un natif de Yonezawa, Katakura Kagenaga (prêtre shinto devenu samouraï), il est connu pour être un important obligé de Date Masamune. Il commence à servir le clan Date comme page auprès de Terumune, le père de Date Masamune. Puis, sur la recommandation d'Endō Motonobu, devient serviteur personnel de Masamune et il lui est accordé beaucoup de confiance en tant que stratège. Kagetsuna gagne bientôt une profonde confiance de la part de son seigneur ainsi que l'illustre l'anecdote suivante : Masamune, lors de sa première bataille, tout à coup se trouve encerclé et n'est sauvé que quand Kagetsuna arrivé sur les lieux en criant : « Je suis Masamune ! » (われこそが政宗なり ; Ware koso ga Masamune nari), ce qui distrait les ennemis suffisamment longtemps pour que Masamune s'échappe.
Kagetsuna participe à la plupart des importantes batailles de Masamune, dont la bataille d'Hitodoribashi en 1585, la bataille de Kōriyama en 1588, la bataille de Suriage ga Hara en 1589, le siège d'Odawara en 1590, la guerre Imjin en 1590 et la bataille de Sekigahara en 1600. Il contribue également à des tâches administratives du clan Date, sert comme gardien du château de Nihonmatsu, seigneur du château d'Ōmori, du château de Watari et d'autres encore. Kagetsuna joue un rôle clé dans la survie du clan Date en 1590, en recommandant que Masamune se soumettre à Toyotomi Hideyoshi durant la campagne d'Odawara. À la suite de la campagne d'Odawara, Hideyoshi récompense Kagetsuna avec le han de Tamura d'une valeur de 50 000 koku. Cela fait de Kagetsuna un daimyo à part entière, mais, peu de temps après la prise de possession du fief, il le restitue pour manifester sa loyauté envers son maître.
Deux ans après la bataille de Sekigahara, lorsque Masamune est fait daimyo du domaine de Sendai, Kagetsuna reçoit le château de Shiroishi (白石城, Shiroishi-jō) et un revenu de 13 000 koku. Cela constitue une exception à la règle nouvellement établie, ikkoku ichijō (一国一城 ; « un château par territoire ») du shogunat Tokugawa. Le clan Katakura, en tant qu'obligé majeur du domaine de Sendai, demeure dans le domaine de Shiroishi comme seigneurs locaux pendant les deux prochains siècles sur plus de onze générations.
Comme Kagetsuna est malade, il ne peut se joindre à Masamune lors de la campagne d'hiver de 1614 à Osaka, et choisit d'envoyer son fils Shigenaga à sa place. Mort l'année suivante à 60 ans, Kagetsuna est enterré sous le nom posthume de Sanzan Jōei (傑山常英). À la mort de Kagetsuna, six de ses vassaux sont si profondément attristés qu'ils commettent junshi (殉死 ; suicide pour suivre son seigneur dans la mort).
Shigenaga, fils de Kagetsuna, tandis qu'il prend part à de féroces combats contre Gotō Mototsugu lors de la campagne d'été d'Osaka, gagne le surnom Oni Kojūrō (鬼小十郎; « l'ogre Kojūrō »).

## Source de la traduction
- (en) Cet article est partiellement ou en totalité issu de l’article de Wikipédia en anglais intitulé « Katakura Kagetsuna » (voir la liste des auteurs).